# Oruglica
Oruglica (cyr. Оруглица) – wieś w Serbii, w okręgu jablanickim, w mieście Leskovac. W 2011 roku liczyła 111 mieszkańców.